# Катерина Бранденбург-Кюстринська
Катерина Бранденбург-Кюстринська (нім. Katharina von Brandenburg-Küstrin, 10 серпня 1549 — 30 вересня 1602) — представниця династії Гогенцоллернів XVI—XVII століття, донька маркграфа Бранденбург-Кюстрину Йоганна та принцеси Брауншвейг-Вольфенбюттельської Катерини, перша дружина курфюрста Бранденбургу Йоахіма Фрідріха.

## Біографія
Народилась 10 серпня 1549 року у Кюстрині. Була другою дитиною та другою донькою в родині маркграфа Бранденбург-Кюстрину Йоганна та його дружини Катерини Брауншвейг-Вольфенбюттельської. Мала старшу сестру Єлизавету.
Матір була відома як виключно економна жінка та гарна господиня, яка надавала дієву підтримку своєму чоловікові.
У віці 20 років Катерина стала дружиною 23-річного бранденбурзького принца Йоахіма Фрідріха, онука правлячого курфюрста Йоахіма II Гектора. Вінчання пройшло 8 січня 1570 року в Кюстрині. Через укладення шлюбу її чоловік втратив можливість претендувати на католицьке Магдебурзьке архієпископство. Окрім двох безіменних доньок, відомі дев'ятеро дітей подружжя
На її честь був названий палац Катаріненбау в Потсдамі, який вона отримала як подарунок від Йоахіма Фрідріха. У 1594 році також придбала палац Капут у аристократичної родини фон Рохов.
Через 28 років після весілля, із початком правління свого чоловіка, стала курфюрстіною-консортом Бранденбурга. Заслужила пошану своєю турботою про бідних та нужденних. Створила у Веддінгу молочну ферму, продукція якої продавалася на берлінському молочному ринку, а на отримані кошти заснувала аптеку при Міському палаці, де нужденним безкоштовно видавалися медикаменти.
Померла у 53-річному віці у Кьолльні поблизу Берліна. Була похована у крипті Гогенцоллернів в Берлінському соборі.

## Родина
Чоловік — Йоахім Фредріх
Діти:

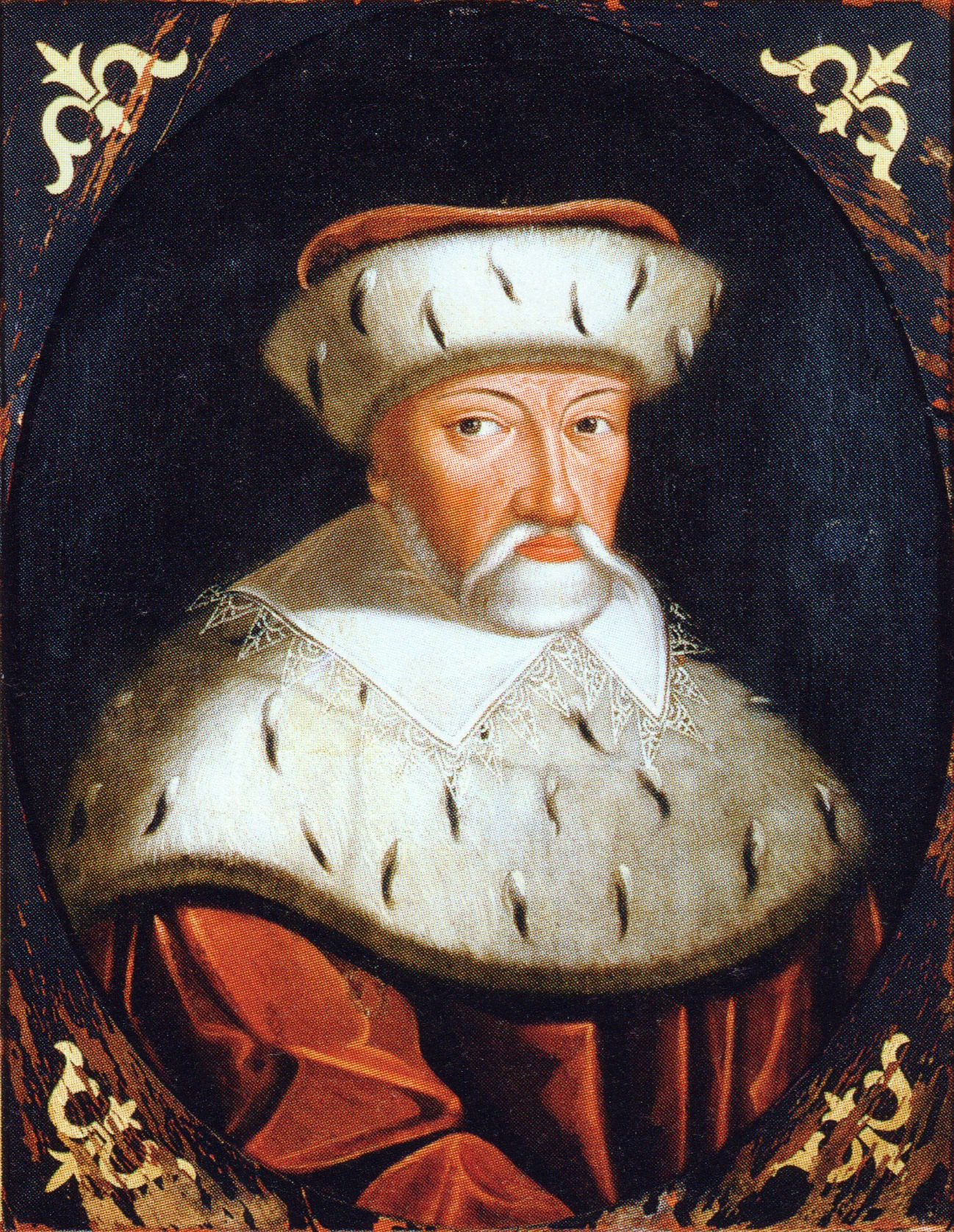
Портрет Йоахіма Фредріха пензля невідомого майстра, близько 1600 року

- Йоганн Сигізмунд (1572—1619) — курфюрст Бранденбургу у 1608—1619 роках та герцог Пруссії у 1618—1619 роках, був одружений з принцесою Анною Прусською, мав восьмеро дітей;
- Анна Катерина (1575—1612) — дружина короля Данії та Норвегії Крістіана IV, мала восьмеро дітей;
- Йоганн Георг (1577—1624) — герцог Єгерндорфу, був одруженим з Євою Крістіною Вюртемберзькою, мав п'ятеро дітей;
- Август Фрідріх (1580—1601) — одруженим не був, дітей не мав;
- Альбрехт Фрідріх (1582—1600) — одруженим не був, дітей не мав;
- Йоахім (1583—1600) — одруженим не був, дітей не мав;
- Ернст (1583—1613) — магістр Бранденбурзького бальяжа Мальтийского ордену у 1611—1613 роках, одруженим не був, дітей не мав;
- Барбара Софія (1584—1636) — дружина герцога Вюртембергу Йоганна Фрідріха, мала восьмеро дітей;
- Крістіан Вільгельм (1587—1665) — був тричі одруженим, від шлюбу з Доротеєю Брауншвейг-Вольфенбюттельською мав єдину доньку.